# Handle This
Singles de Sum 41
Motivation
(2002) What We're All About
(2002)
Handle This est le dernier single extrait de l'album All Killer, No Filler par le groupe de punk rock canadien Sum 41. Le single a été publié uniquement en Europe et au Japon.

## Clip Vidéo
La vidéo est faite sur le même modèle que celle de Over My Head (Better Off Dead). Elle montre un assortiment de tournages en coullises et d'extraits de concerts du groupe à Tokyo au Japon.

## Liste des titres
1. Handle This - 3:39
2. Motivation (Live) - 3:07
3. Makes No Difference (Live) - 4:57

## Personnel
Deryck Whibley - Chant, guitare rythmique.
Dave Baksh - Guitare solo, chœurs.
Cone McCaslin - Basse, chœurs.
Steve Jocz - Batterie, chœurs.